# 핑크 (가수)
얼리샤 베스 무어(영어: Alecia Beth Moore, 1979년 9월 8일 ~ )는 예명 핑크(Pink, P!nk)로 잘 알려진 미국의 가수이다. 핑크는 원래 걸 그룹 초이스의 멤버였으나, 2000년 데뷔 앨범 Can't Take Me Home의 첫 싱글 "There You Go"를 발매하면서 솔로 활동을 시작했다. 이 알앤비 장르의 앨범은 미국에서 더블 플래티넘 인증을 받으며 핑크의 경력이 시작되었다. 2001년에는 릴 킴, 크리스티나 아길레라, 마야와 함께 《물랑 루즈》 사운드트랙 "Lady Marmalade"에 참여해 처음으로 빌보드 핫 100 1위를 했고, 그래미 상을 수상했다.
이후 2001년 팝 록 장르의 요소가 강해진 두 번째 음반 Missundaztood를 발매 해 세계적으로 1,200만 장이 팔리면서 핑크의 앨범 중 가장 성공을 거둔 앨범으로 인정받고있다. 음반의 싱글 "Get the Party Started", "Don't Let Me Get Me", "Just Like a Pill"은 모두 미국, 영국 싱글 차트에서 10위권에 진입했다. 2003년에는 이전 음반들보다 대중성이 약해진 세 번째 정규 앨범 Try This을 발매 해 세계적으로 300만 장이 팔렸다. 당시 싱글 "Trouble"로 그래미 상에서 최우수 여자 록 보컬 퍼포먼스를 수상했다. 2006년 4월에는 네 번째 음반 I'm Not Dead를 발매 해 "Stupid Girls", "Who Knew", "U + Ur Hand"과 같은 히트곡들을 만들어냈다. 2008년 말에는 다섯 번째 정규 앨범 Funhouse이 발매되고 첫 싱글 "So What"은 핑크의 첫 솔로 빌보드 핫 100 1위곡이 되었다. 음반은 미국에서 더블 플래티넘 인증을, 세계적으로는 500만 장 이상이 팔리면서 상업적 성과를 거뒀다. 2011년에는 첫 베스트 앨범 Greatest Hits... So Far!!!를 발매 해 미국에서 첫 싱글 "Raise Your Glass"는 1위, "Fuckin' Perfect"는 2위까지 올라갔다. 2012년 발매한 여섯 번째 정규 음반 The Truth About Love는 처음으로 빌보드 200 1위를 했다. 세 장의 싱글 "Blow Me (One Last Kiss)", "Try", "Just Give Me A Reason"은 모두 빌보드 핫 100 10위권에 진입했다.
핑크는 2000년대 가장 성공적인 아티스트 중 한 명으로, 세계적으로 4,000만 장의 음반 판매고와 5,000만 건의 싱글 판매고를 올리고있다. 핑크는 지금까지 세 번의 그래미 상, 브릿 어워드 수상, 다섯 번의 MTV 비디오 뮤직 어워드 수상을 했다. 또한 빌보드 핫 100 20위권에 19곡을 진입시켰고, 《빌보드》가 발표한 2000년대 팝 가수 1위로 선정되었다, 그리고 2012년 VH1이 선정한 가장 위대한 여자 가수 100인 중 10위에 올랐다.
얼굴이 추악하게 못생겨서 오크녀라는 별명이 있다.

## 음반 목록
- Can't Take Me Home (2000)
- Missundaztood (2001)
- Try This (2003)
- I'm Not Dead (2006)
- Funhouse (2008)
- The Truth About Love (2012)
- Beautiful Trauma (2017)
- Hurts 2B Human (2019)
- Trustfall (2023)

## 출연 작품
- 2000 Ski To The Max - Herself
- 2002 Rollerball - Rock singer
- 2003 Charlie's Angels: Full Throttle - Coal bowl starter
- 2007 Catacombs - Carolyn
- 2009 SpongeBob's Truth or Square - Herself (Guest Star Singer)
- 2010 Get Him to the Greek - Herself

## 투어
- Party Tour (2002)
- Try This Tour (2004)
- I'm Not Dead Tour (2006–07)
- Funhouse Tour (2009)
- The Funhouse Summer Carnival (2010)
- The Truth About Love Tour (2013)

## 수상 목록
| 년도                   | 수상부문                           | 작품                                                       | 결과     |
| 그래미상               | 그래미상                           | 그래미상                                                   | 그래미상 |
| ---------------------- | ---------------------------------- | ---------------------------------------------------------- | -------- |
| 2001                   | Best Pop Collaboration with Vocals | "Lady Marmalade" (with 크리스티나 아길레라, 릴 킴 and Mýa) | 수상     |
| 2003                   | Best Female Pop Vocal Performance  | "Get the Party Started"                                    | 후보     |
| 2003                   | Best Pop Vocal Album               | Missundaztood                                              | 후보     |
| 2004                   | Best Female Rock Vocal Performance | "Trouble"                                                  | 수상     |
| 2004                   | Best Pop Collaboration with Vocals | "Feel Good Time" (with William Orbit)                      | 후보     |
| 2007                   | Best Female Pop Vocal Performance  | "Stupid Girls"                                             | 후보     |
| 2009                   | Best Female Pop Vocal Performance  | "So What"                                                  | 후보     |
| 2010                   | Best Female Pop Vocal Performance  | "Sober"                                                    | 후보     |
| 2010                   | Best Pop Vocal Album               | Funhouse                                                   | 후보     |
| 브릿 어워드            |                                    |                                                            |          |
| 2003                   | Best International Female Artist   | —                                                          | 수상     |
| 2007                   | Best International Female Artist   | —                                                          | 후보     |
| 2009                   | Best International Female Artist   | —                                                          | 후보     |
| MTV 비디오 뮤직 어워드 |                                    |                                                            |          |
| 2000                   | Best New Artist                    | "There You Go"                                             | 후보     |
| 2001                   | Best Video from a Film             | "Lady Marmalade" (with 크리스티나 아길레라, 릴 킴 and Mýa) | 수상     |
| 2001                   | Video of the Year                  | "Lady Marmalade" (with 크리스티나 아길레라, 릴 킴 and Mýa) | 수상     |
| 2002                   | Best Dance Video                   | "Get the Party Started"                                    | 수상     |
| 2002                   | Best Pop Video                     | "Get the Party Started"                                    | 후보     |
| 2002                   | Best Female Video                  | "Get the Party Started"                                    | 수상     |
| 2006                   | Best Pop Video                     | "Stupid Girls"                                             | 수상     |
| 2009                   | Best Female Video                  | "So What"                                                  | 후보     |